# Lista de ilhéus dos Açores

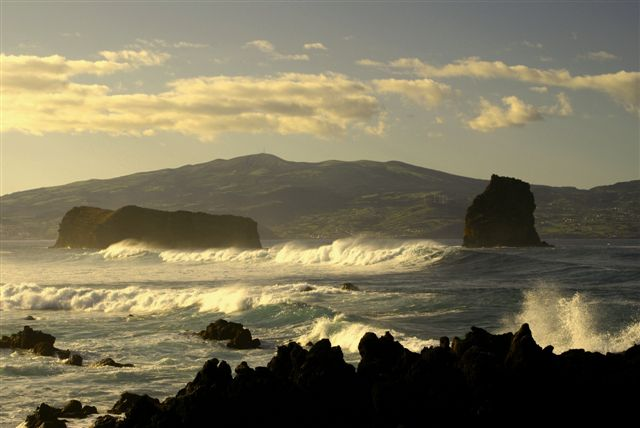
Ilhéus da Madalena. Ao fundo, o Faial.

## Ilha de São Miguel
- Ilhéus dos Mosteiros
- Ilhéu de Vila Franca
- Ilha Sabrina
- Ilhéu de Rosto de Cão

## Ilha das Flores
- Ilhéu Maria Vaz ou Ilhéu da Gadelha
- Ilhéu de Monchique
- Ilhéu Alagado
- Baixa do Moinho
- Baixa Rasa
- Baixa Vermelha
- Baixas de Ponta Delgada
- Ilhéu Bugio
- Ilhéu da Muda
- Ilhéu das Poças
- Ilhéu de Álvaro Rodrigues
- Ilhéu do Cartário
- Ilhéu do Pão de Açúcar
- Ilhéu dos Abrões
- Ilhéu dos Carneiros
- Ilhéu Fragata
- Ilhéu Francisco
- Ilhéu Furado
- Ilhéu Garajau
- Ilhéu Granada
- Ilhéu Verde
- Ilhéu do Folar
- Ilhéus da Alagoa

## Ilha do Faial
- Ilhéus da Gaivota
- Ilhéu Negro
- Ilhéu Pequeno
- Ilhéus da Greta

## Ilha do Pico
- Ilhéu das Moças
- Ilhéu Delgado
- Ilhéu do Boi
- Ilhéu do Bufo
- Ilhéu em Pé
- Ilhéu Escamirro
- Ilhéu Pesqueiro
- Ilhéu Redondo
- Ilhéus da Madalena

## Ilha Terceira
- Ilhéus das Cabras
- Ilhéu dos Fradinhos
- Ilhéu do Norte
- Ilhéu da Mina
- Ilhéu do Espartel
- Ilhéu dos Casteletes
- Ilhéu do Frade

## Ilha de São Jorge
- Ilhéus dos Rosais
- Ilhéu do Caralhete
- Ilhéu da Ponta da Terra
- Ilhéu Torrão de Açúcar
- Ilhéu do Topo

## Ilha Graciosa
- Ilhéu da Praia
- Ilhéu de Baixo
- Ilhéu da Baleia
- Ilhéu da Gaivota
- Ilhéu do Navio
- Ilhéus do Barro Vermelho
- Ilhéus da Ponta da Barca
- Ilhéu Comprido
- Ilhéu da Pesqueira

## Ilha de Santa Maria
- Ilhéus das Formigas
- Ilhéu das Lagoínhas
- Ilhéu do Mar da Barca
- Ilhéu de São Lourenço
- Ilhéu da Vila

## Ilha do Corvo
- Ilhéu do Marco
- Ilhéu do Torrão